# Mstislaw von Tschernigow
Mstislaw Wladimirowitsch (ukrainisch: Мстисла́в Володи́мирович, russisch Мстислав Владимирович; * um 983; † 1034/36) war Fürst von Tmutarakan (um 988–1034/36) und Tschernigow (1024–1034/36).

## Leben
Mstislaw war ein Sohn von Wladimir dem Großen. Seine Mutter war wahrscheinlich Tschechin. Das Geburtsjahr ist unbekannt, wahrscheinlich ist es um 983 anzusetzen. Um 988 wurde er als Fürst von Tmutarakan von seinem Vater eingesetzt. 
1024 griff er Kiew an, konnte es aber nicht erobern. Er machte sich die Gebiete östlich des Dnepr untertan und errichtete seinen Sitz in Tschernigow. Seinen Bruder Jaroslaw der Weise von Kiew besiegte er in der Schlacht bei Sern und regierte danach als unabhängiger Fürst von Tschernigow und Tmutarakan. Zwischen 1034 und 1036 starb er auf der Jagd. Sein Fürstentum fiel an Jaroslaw den Weisen.